# Stina Lohmann
Stina Lohmann (selten auch „Lohmann“) ist eine alte Apfelsorte, die um 1800 als Sämling in Kellinghusen in Holstein entstanden ist.

## Geschichte
Der Mutterbaum wuchs im Garten von Christina „Stina“ Lohmann und trug Früchte, deren lange Lagerfähigkeit die der sonstigen Apfelsorten überstieg – was es ihr ermöglichte, noch im Frühjahr Äpfel verschenken zu können.
Später wurde die Sorte nach ihr Stina Lohmann benannt und in Schleswig-Holstein und dem westlichen Mecklenburg verbreitet, wo sie heute noch als Regionalsorte vorkommt und als Liebhabersorte zur Selbstversorgung angebaut wird.

## Beschreibung
Der Apfel wird mittelgroß bis groß und hat eine breitkugelig-flache, häufig unregelmäßige Form. Er hat eine grün-gelbe Grundfarbe mit roter, streifiger Deckfarbe. Das weiße Fruchtfleisch ist fest, saftig und schmeckt süßsäuerlich mit einem leichten Aroma. Er ist als Tafelapfel oder Wirtschaftsapfel (als Kochapfel oder zur Apfelsaftherstellung) verwendbar.
Der Apfel ist ab Oktober pflückreif und wird zu Beginn des neuen Jahres genussreif – womit er zu den Winteräpfeln gehört – und kann bis Juli gelagert werden.
Der Baum ist robust und stark wachsend.
Im Jahr 2009 wurde die Sorte „Stina Lohmann“ zur Streuobstsorte des Jahres in Norddeutschland gewählt.